# Дубровницкая грамота

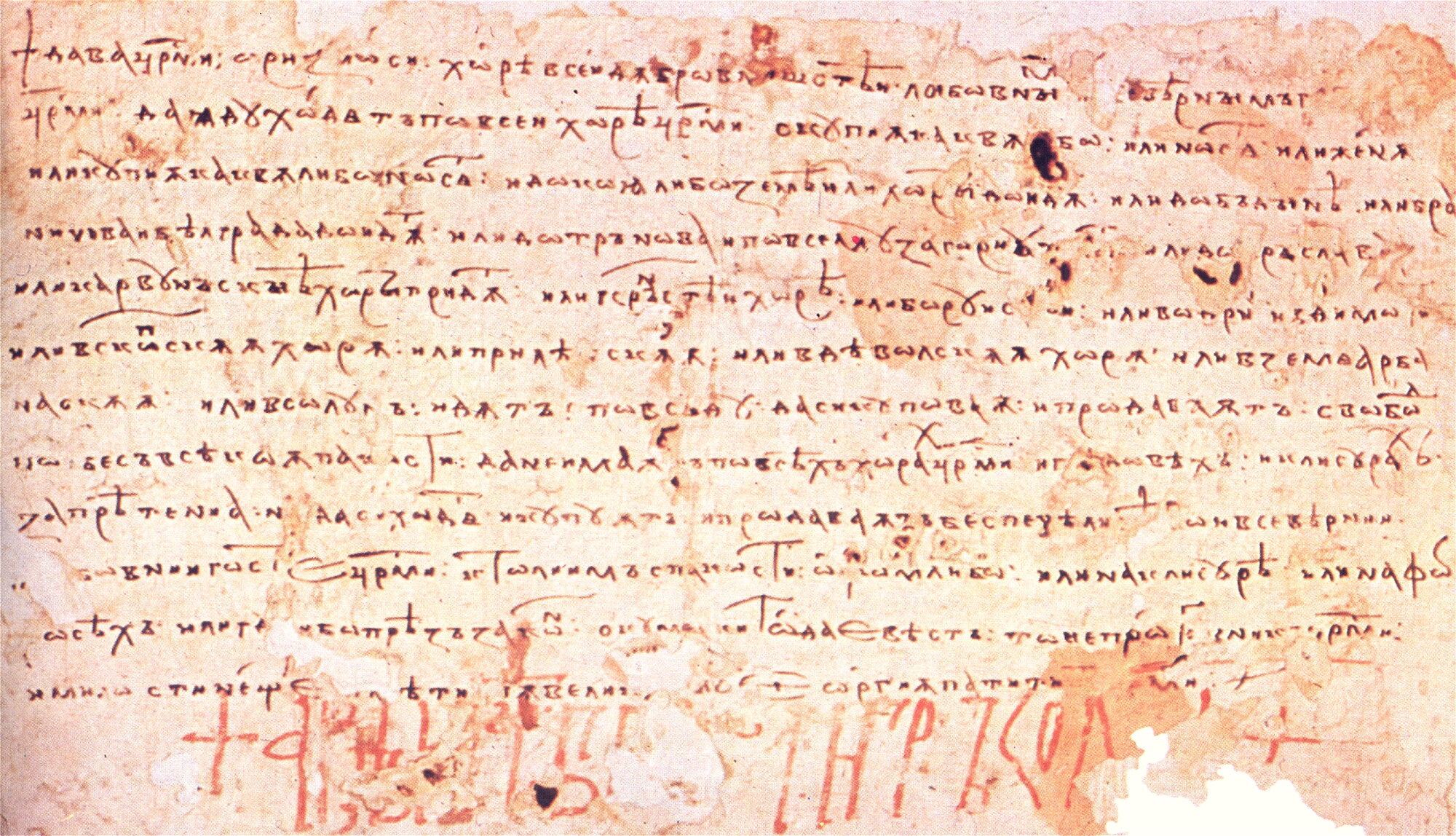
Дубровницкая грамота

Дубровницкая грамота — документ 1230 года, которым болгарский царь Иван Асен II дал дубровницким купцам право свободно торговать во Втором Болгарском царстве.
Документ является чрезвычайно ценным историческим памятником, содержащим данные о территориальной экспансии Болгарского царства после битвы при Клокотнице, а также ценные данные о состоянии среднеболгарского языка в XIII веке. Он хранится в Отделе рукописей Библиотеки РАН в Санкт-Петербурге.